# Spathipheromyia stellata
Spathipheromyia stellata är en tvåvingeart som beskrevs av Jacques-Marie-Frangile Bigot 1884. Spathipheromyia stellata ingår i släktet Spathipheromyia och familjen husflugor. Inga underarter finns listade i Catalogue of Life.